# Dicellitis
Dicellitis là một chi bướm đêm thuộc phân họ Tortricinae của họ Tortricidae.

## Các loài
- Dicellitis cornucopiae Diakonoff, 1941
- Dicellitis furcigera Meyrick, 1928
- Dicellitis nigritula Meyrick, 1908